# 현영섭
현영섭(玄永燮, 일본식 이름: 아마노 미치오(일본어: 天野 道夫), 1907년 ~ ?)은 일제강점기의 친일 이론가로, 본명은 현영남(玄永男)이며 본적은 경성부 장사동이다.

## 생애
교육자 출신으로 조선총독부의 관료와 조선총독부 중추원 참의를 지낸 현헌의 아들이며, 경성제일고등보통학교와 경성제국대학을 졸업한 수재였다. 경성제일고보를 졸업하고, 일본의 교토시에서 노동 운동을 한 이력을 갖고 있다.
대학 졸업 이후에는 상하이의 남화한인청년연맹에 가담했다. 백정기 등이 활동하고 있던 남화한인청년연맹에는 무정부주의 운동가인 원심창을 따라 가입했다고 하며, 이 조직의 지시에 따라 일본으로 건너가 무정부주의 운동을 벌였다.
그러나 1930년대 중반에 무정부주의 운동 때문에 잠시 투옥되었다가 출소한 뒤, 내선일체를 위해 한국어를 전폐할 것을 주장하면서 극렬 친일파로 변신했다. 조선인이 주장하는 조선어 전폐론은 일본인들의 눈에 띄었고, 친일 단체인 녹기연맹(綠旗聯盟)에 기용되어 녹기연맹 기관지 《녹기》(綠旗)에 이같은 논리를 주장하는 논설을 실을 수 있었다.
1937년 중일 전쟁 발발 이후에는 전쟁 지원을 위한 강연에 가담하여 중국을 비난하거나 완전한 황민화를 통한 내선일체 구현, 대동아공영권 실현을 홍보하는 활동을 활발히 전개하였다. 또한 1937년 이후에는 《삼천리》(三千里), 《조광》(朝光), 《총동원》(總動員) 등의 잡지에 내선일체, 일제의 식민 통치에 협력할 것을 주장하는 다수의 글을 게재했다.
특히 1938년에 출간한 논설집 《조선인이 나아가야 할 길》(일본어: 朝鮮人の進むべき道), 1939년에 출간한 논설집 《신생 조선의 출발》(일본어: 新生朝鮮の出發)은 이러한 논리의 결정체였다. 현영섭은 일본의 문화와 제국주의를 예찬하면서 언어와 이름을 포함한 모든 생활 양식을 일본과 같게 하여 내선일체를 구현할 것을 주장했다. 민족주의자를 흑사병(페스트)에 비유하는 독설을 통해 지식인들에게 진심으로 일본을 사랑할 것을 주문하였다.
1938년 국민정신총동원조선연맹의 주사를 거쳐 1940년에는 황도(皇道) 정신의 발양, 내선 결혼 실천 등을 목적으로 내건 황국신민화 단체이자 친일 출판사인 내선일체실천사(內鮮一體實踐社)의 이사가 되었고, 황도학회의 이사도 맡아 태평양 전쟁 종전 때까지 강연 활동을 통해 전쟁 지원을 계속했다.
1940년 7월 잡지 《삼천리》에 게재한 〈외국(外國)의 토인 부대(土人 部隊)와는 절대(絶對)로 다르다〉라는 제목의 글을 통해 이인석 상병의 유훈을 본받을 것을 주장했고, 1943년 8월 2일 조선총독부 기관지 《매일신보》에 게재한 《역사 창조의 날》이라는 제목의 글을 통해 징병제 실시를 찬양했다. 광복 이후에 일본으로 도피한 뒤 일본 주재 미국 대사관에서 근무했으며, 1949년 8월 반민족행위특별조사위원회로부터 불구속 송치되기도 했다.

## 사후
2002년 발표된 친일파 708인 명단과 2008년 민족문제연구소에서 친일인명사전에 수록하기 위해 정리한 친일인명사전 수록예정자 명단에 모두 포함되었다. 친일반민족행위진상규명위원회가 발표한 친일반민족행위 705인 명단에도 포함되었다.

## 평가
현영섭의 친일 행위는 급진적이고 전투적이며 철저하다는 특징이 있다. 그의 목표는 “일본인 이상의 일본인”이었고, 그의 이상은 “완전히 일본인화한 조선인에게서 재상이 나오는 것”이었다. 그 때문에 한국인에게는 “일본에게 혼을 판 진짜배기 매국노”로 빈축을 샀고, 일본인에게는 “눈을 가리고 싶어진다.”라는 말을 들었다.

## 같이 보기
- 현헌
- 녹기연맹

## 참고자료
- 반민족문제연구소 (1993년 3월 1일). 〈현영섭 : ‘일본인 이상의 일본인’ 꿈꾼 몽상가 (김민철)〉. 《친일파 99인 2》. 서울: 돌베개. ISBN 9788971990124.
- 임종국 (1991년 2월 1일). 〈내선일체의 기수들〉. 《실록 친일파》. 반민족문제연구소 엮음. 서울: 돌베개. 107~115쪽쪽. ISBN 8971990368.